# Rehman Dheri

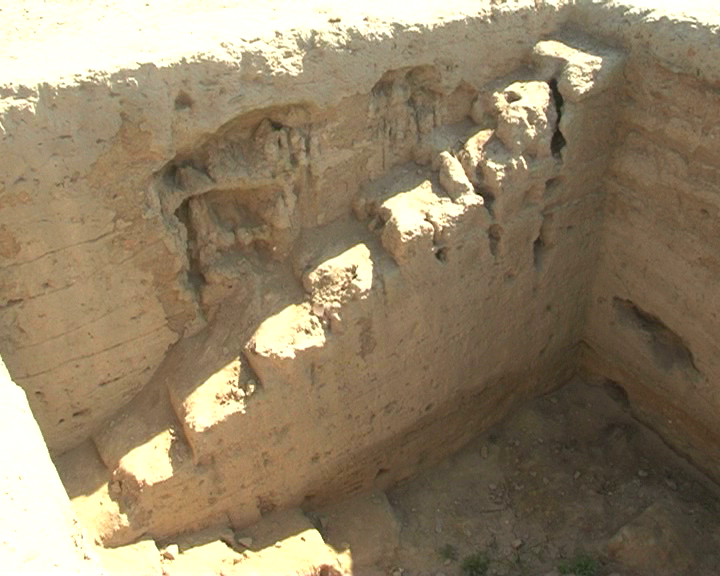
Rehman Dheri (2016)

Rehman Dheri ist eine archäologische Ausgrabungsstätte im heutigen Pakistan. Der Ort blühte vor allem vor der Entstehung der Indus-Kultur und liefert wichtige Hinweise zur Entstehung dieser Hochkultur. Es handelt sich um eines der ältesten urbanen Zentren im südasiatischen Raum. Die Ausgrabungsstätte liegt etwa 20 km von der modernen Stadt Dera Ismail Khan entfernt und misst ungefähr 500 × 325 m. Erste Ausgrabungen fanden von 1976 bis 1981 durch die Universität von Peschawar statt. Weitere Ausgrabungen fanden seit 1991 statt.
Nur kleine Bereiche der Stadt sind bisher ausgegraben worden, doch gibt es Anzeichen, dass der Ort von Beginn an einen regelmäßigen Stadtplan mit einem Schachbrettmuster hatte. Der Plan wurde im Laufe der Zeit kaum modifiziert und über Jahrhunderte beibehalten. Bei den Ausgrabungen konnten diverse Phasen in der Stadtentwicklung von etwa 3340 bis 1900 v. Chr. festgestellt werden. Die erste Phase datiert von etwa 3340 bis 2850 v. Chr. und ist durch bemalte, auf der Töpferscheibe produzierte Keramik gekennzeichnet, die viele Ähnlichkeiten mit Keramik von der Indo-Iranischen Grenzregion hat. Bemerkenswert ist auch ein unbeschriftetes Siegel. Die zweite Besiedlungsphase datiert von etwa 2850 bis 2500 v. Chr. Die Keramik hat viele Ähnlichkeiten mit der, die in Kot Diji gefunden wurde und auch von anderen Orten bekannt ist. Der Ort scheint in eine größere Einheit integriert worden zu sein. In dieser Phase finden sich auch viele Töpferzeichen auf der Keramik. Diese Zeichen werden oftmals als Vorläufer der Indusschrift angesehen. Die dritte Phase ist zeitgleich mit der Indus-Kultur und datiert von 2500 bis 1900 v. Chr. Der Ort war nun ein blühendes städtisches Zentrum. Die Keramik ist immer noch in der Kot-Dijian-Tradition, was wiederum bezeugt, dass es offensichtlich innerhalb der sonst recht einheitlich erscheinenden Induskultus auch regionale Varianten gab.
Zu den Funden in der Stadt gehören vor allem zahlreiche Terrakotta-Figuren, wie sie auch für andere Orte der Region typisch sind. Darunter fanden sich zahlreiche menschliche Figuren und zahlreiche, die Tiere, vor allem Rinder, darstellen.